# Lucas Auer

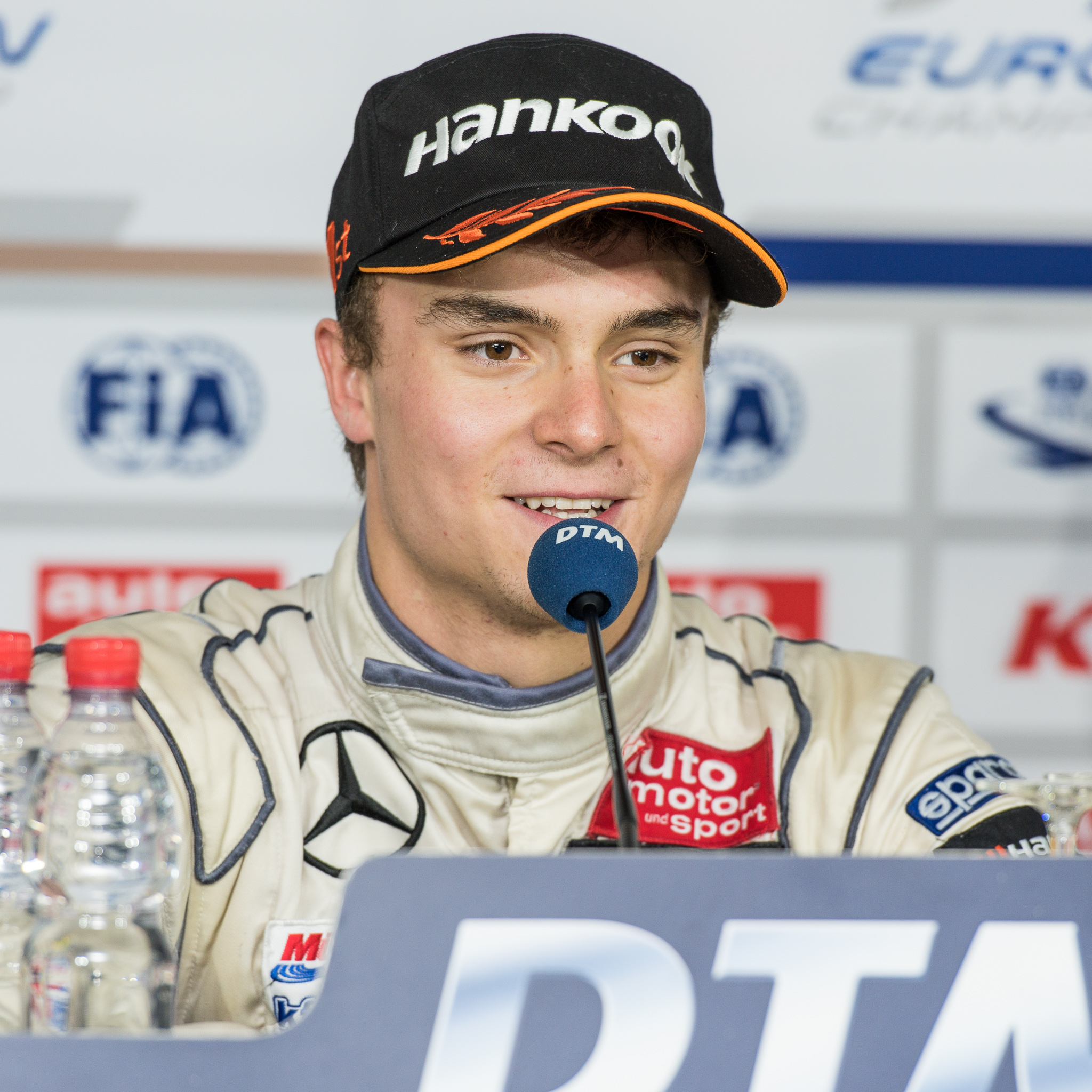
Lucas Auer - 2014

Lucas Auer (Tirol, 11 september 1994) is een Oostenrijks autocoureur. Hij is een neef van voormalig Formule 1-coureur Gerhard Berger.

## Carrière
In oktober 2011 won Auer de JK Racing Asia Series, voorheen bekend als de Formule BMW Pacific. Vervolgens testte hij een Formule 3 Euroseries-auto.
In de winter van 2012 ging Auer in Nieuw-Zeeland racen in de Toyota Racing Series voor het team Giles Motorsport. Met als beste resultaat een tweede plaats in de tweede race op Hampton Downs Motorsport Park eindigde hij als zesde in het kampioenschap en als beste rookie.
In 2012 reed Auer voor Van Amersfoort Racing in het Duitse Formule 3-kampioenschap. Met overwinningen op de Red Bull Ring en de Lausitzring eindigde hij als tweede in het kampioenschap met 298 punten, 110 punten achter Jimmy Eriksson. Hij won wel de SONAX Rookie-Pokal, de prijs voor de beste rookie onder de 25 jaar die in niet meer dan twee internationale Formule 3-evenementen heeft gereden.
In de winter van 2013 keerde Auer terug in de Toyota Racing Series voor Giles Motorsport. Met twee overwinningen op Teretonga Park en de Timaru International Motor Raceway eindigde hij als derde in het kampioenschap achter Nick Cassidy en Alex Lynn.
In 2013 reed Auer in het Europees Formule 3-kampioenschap voor Prema Powerteam, nadat hij hier eind 2012 al een gastrace reed voor Van Amersfoort Racing. Op Brands Hatch behaalde hij zijn eerste overwinning in het kampioenschap na tijdstraffen voor verschillende coureurs. Uiteindelijk eindigde hij achter Raffaele Marciello, Felix Rosenqvist en Alex Lynn als vierde in het kampioenschap met 277 punten.
In 2014 bleef Auer in de Europese Formule 3 rijden, maar stapte hij over naar Mücke Motorsport. Hij behaalde twee overwinningen op de Hockenheimring en één op de Nürburgring, waardoor hij achter Esteban Ocon, Tom Blomqvist en Max Verstappen als vierde eindigde in het kampioenschap met 365 punten.
In 2015 stapt Auer over naar de Deutsche Tourenwagen-Masters, waar hij voor Mercedes-Benz uitkomt.